# Ниссе
Ни́ссе (Нисс; швед. tomte, nisse, tomtenisse; норв. и дат. tomtenisse; фин. tonttu) — существо из скандинавского фольклора, домашний дух, схожее с английским гоблином, шотландским брауни, немецким кобольдом и голландским каботером.

## Название
Название ниссе может происходить от норвежского слова niðsi, означающего «милый маленький родственник», или от немецкого Никсы.

## Виды в фольклоре

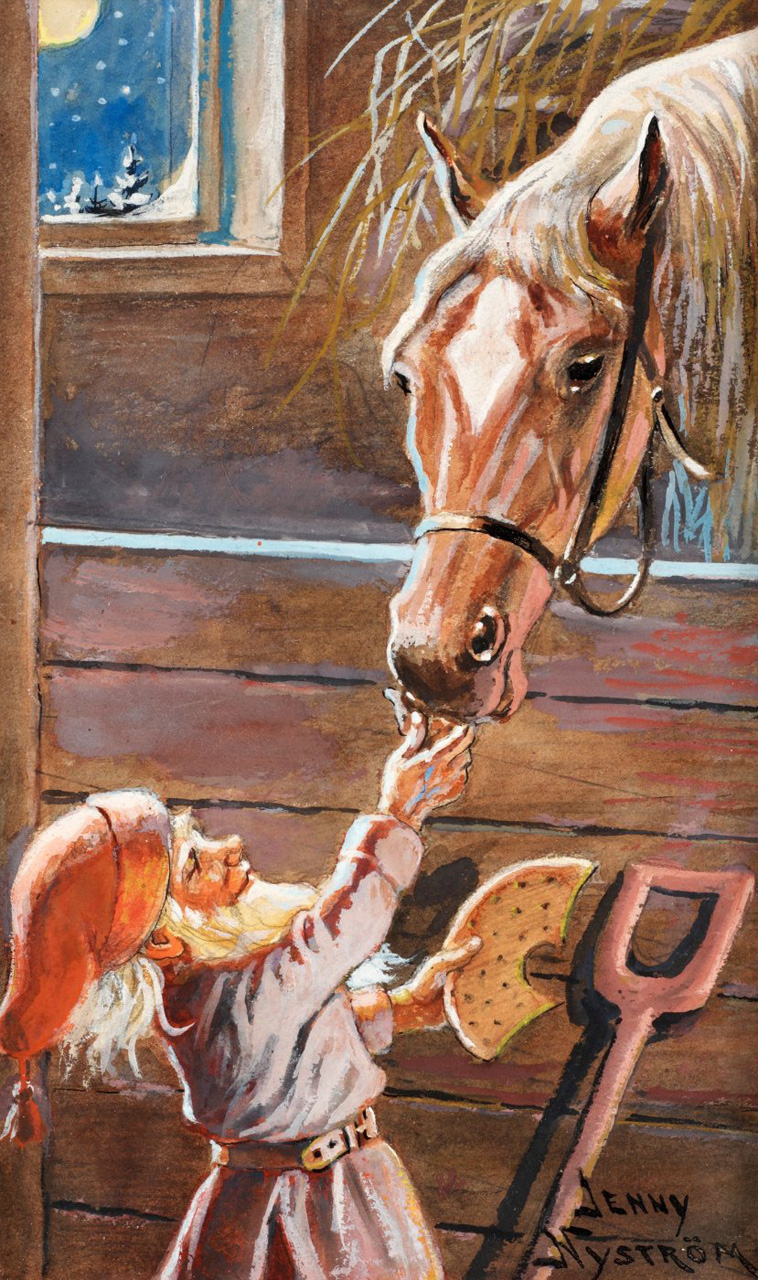
Шведская открытка XIX века Йенни Нюстрём

В Норвегии среди ниссе выделяют:
- Домовой ниссе
- Рождественский ниссе
- Церковный ниссе
- Корабельный ниссе
- Лесной ниссе

### Домовой ниссе
Домовых ниссе называют так только на юге и востоке Норвегии. В остальных частях страны домового ниссе называют по-разному: «старичок с обжитого места» (норв. tomtegubben) или «дворовый мужичок» (норв. tunkall) — в Телемарке; «бонд из кургана» (норв. haugebonde) — в Сетесдале; «хороший бонд» (норв. godbonde) — в Согне и Северной Норвегии. Известно и древненорвежское имя домового ниссе, оно означает «хранитель селения».
Согласно поверьям, ниссе живут в домах или амбарах и тайно помогают крестьянам и скоту, если к ниссе относятся хорошо. Однако, ниссе легко обидеть, и они могут начать проказничать, прятать вещи и даже убить домашнее животное.

### Рождественский ниссе

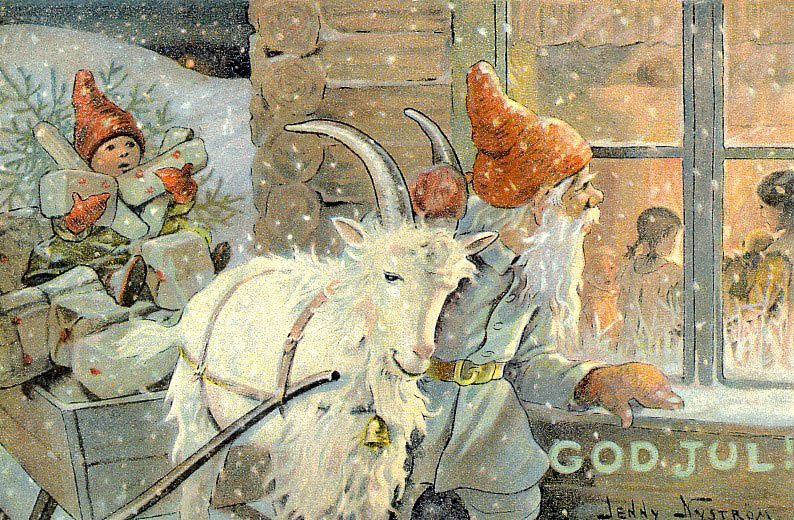
Рождественская шведская открытка XIX века Йенни Нюстрём

С 1840-х годов ниссе стал символом Рождества в Дании, таких ниссе стали называть «юлениссе» (Йольский ниссе), аналогично финскому Йоулупукки — Йольский (или рождественский) козёл. К концу XIX века символ юлениссе распространился и в других скандинавских странах. Со временем юлениссе стали похожи на Санта-Клаусов, но при этом они сохраняют много национальных особенностей.

Согласно народным представлениям, Юлениссе живут по всей Норвегии. Во главе их рода стоит сын того ниссе, который впервые подарил две серебряные монетки маленькой девочке более четырёхсот лет назад. Он живёт недалеко от Осло в собственном доме в коммуне Фрогн, а в городе Дрёбак находится почта, куда каждый год приходят тысячи писем от детей.

## Современные представления

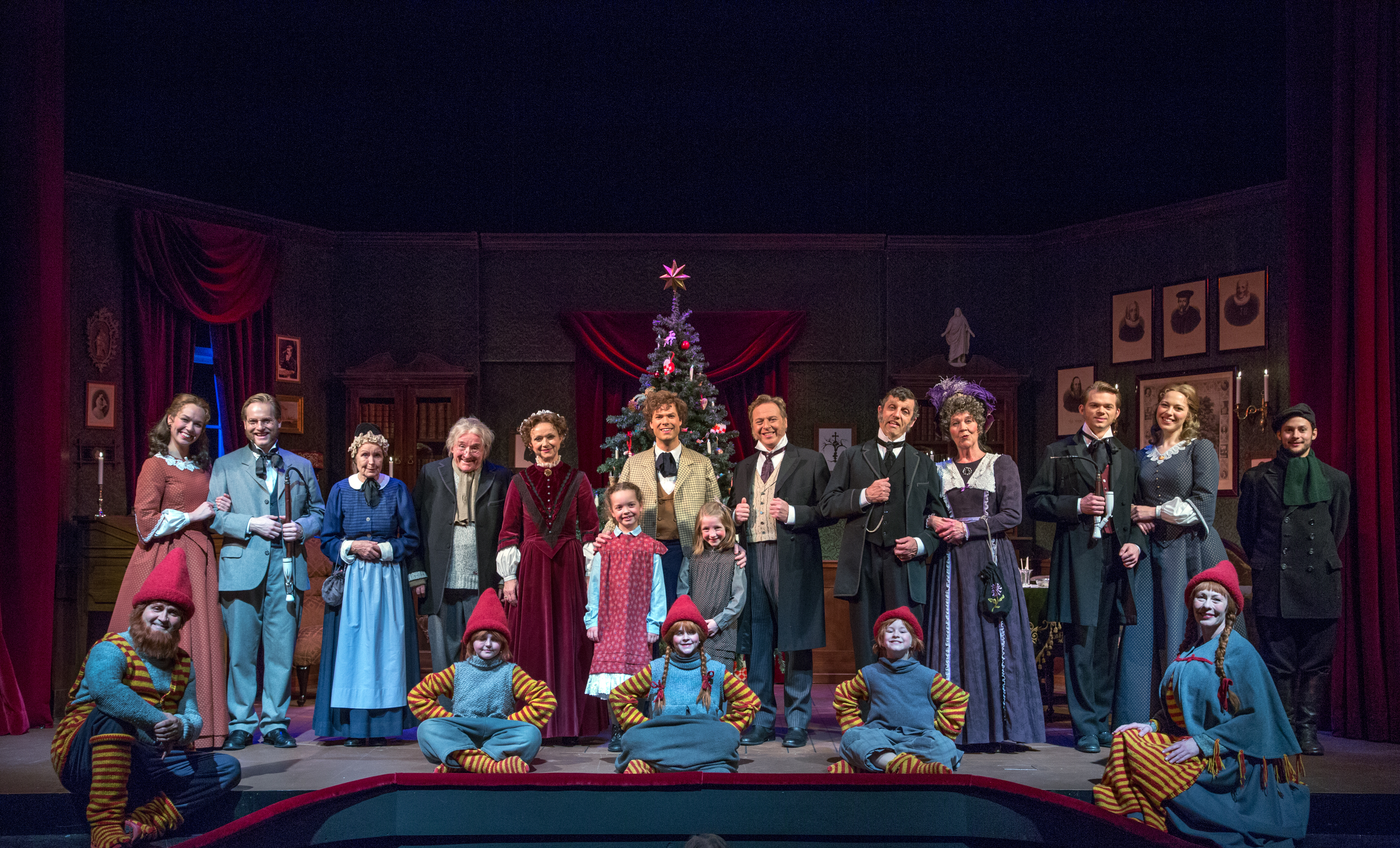
Рождественская постановка Копенгагенского театра по произведению Генриха Шарлинга. Ниссе представлены в красных колпаках.

Ниссе ассоциируются с Рождеством (швед. Jultomten, норв. Julenissen, дат. Julemanden, julenissen, фин. Joulutonttu) и сопровождают другое мифологическое существо — Рождественского козла (Julbocken). В канун Рождества вместе они появляются с подарками и стучат в двери домов. Также ниссе можно увидеть с другим популярным рождественским символом в Скандинавии — свиньёй, символизирующей достаток и защиту крестьян. В благодарность для ниссе оставляют немного каши и сливочного масла.
Ниссе часто появляются на тематических календарях, телевизионных передачах и современных литературных и кинематографических произведениях. Их часто изображают прячущимися от людей, наделёнными магией.